# Brain Drain
Cet article concerne l'album des Ramones. Pour la traduction française de l'expression, voir Fuite des cerveaux. Pour le jeu vidéo, voir Brain Drain (jeu vidéo).
Albums de Ramones
Halfway to Sanity
(1987) Mondo Bizarro
(1992)
Brain Drain est le onzième album des Ramones.

## Historique
C'est le dernier album auquel participe Dee Dee.

## Parution et réception
L'album a obtenu la 122e place du Billboard alors que le single Pet Sematary a obtenu la 4e place.

## Postérité
La chanson Pet Semetary est la musique du film Simetierre, adaptation du roman éponyme de Stephen King.

## Liste des pistes
1. I Believe in Miracles (Dee Dee Ramone / Daniel Rey) – 3:19
2. Zero Zero UFO (Dee Dee Ramone / Daniel Rey) – 2:25
3. Don't Bust My Chops (Dee Dee Ramone / Joey Ramone / Daniel Rey) – 2:28
4. Punishment Fits the Crime (Dee Dee Ramone, Richie Stotts) – 3:05
5. All Screwed Up (Joey Ramone / Andy Shernoff / Marky Ramone / Daniel Rey) – 3:59
6. Palisades Park (Charles Barris) – 2:22
7. Pet Sematary (Dee Dee Ramone / Daniel Rey) – 3:30
8. Learn to Listen (Dee Dee Ramone / Johnny Ramone / Marky Ramone / Daniel Rey) – 1:50
9. Can't Get You (Outta My Mind) (Joey Ramone) – 3:21
10. Ignorance Is Bliss (Joey Ramone / Andy Shernoff) – 2:38
11. Come Back, Baby (Joey Ramone) – 4:01
12. Merry Christmas (I Don't Want to Fight Tonight) (Joey Ramone) – 2:04
13. Pet Sematary (Bill Laswell Version) (Bonus Track de la version éditée chez " Captain Oi!") - 3:35